# ARO 24
ARO 24 — позашляховик, що вироблявся румунською компанією «ARO» у 1972—2006 роках. Також тривала збірка португальською компанією «FMAT» під назвою «Portaro» у 1975—1995 роках.

## Історія і опис моделі

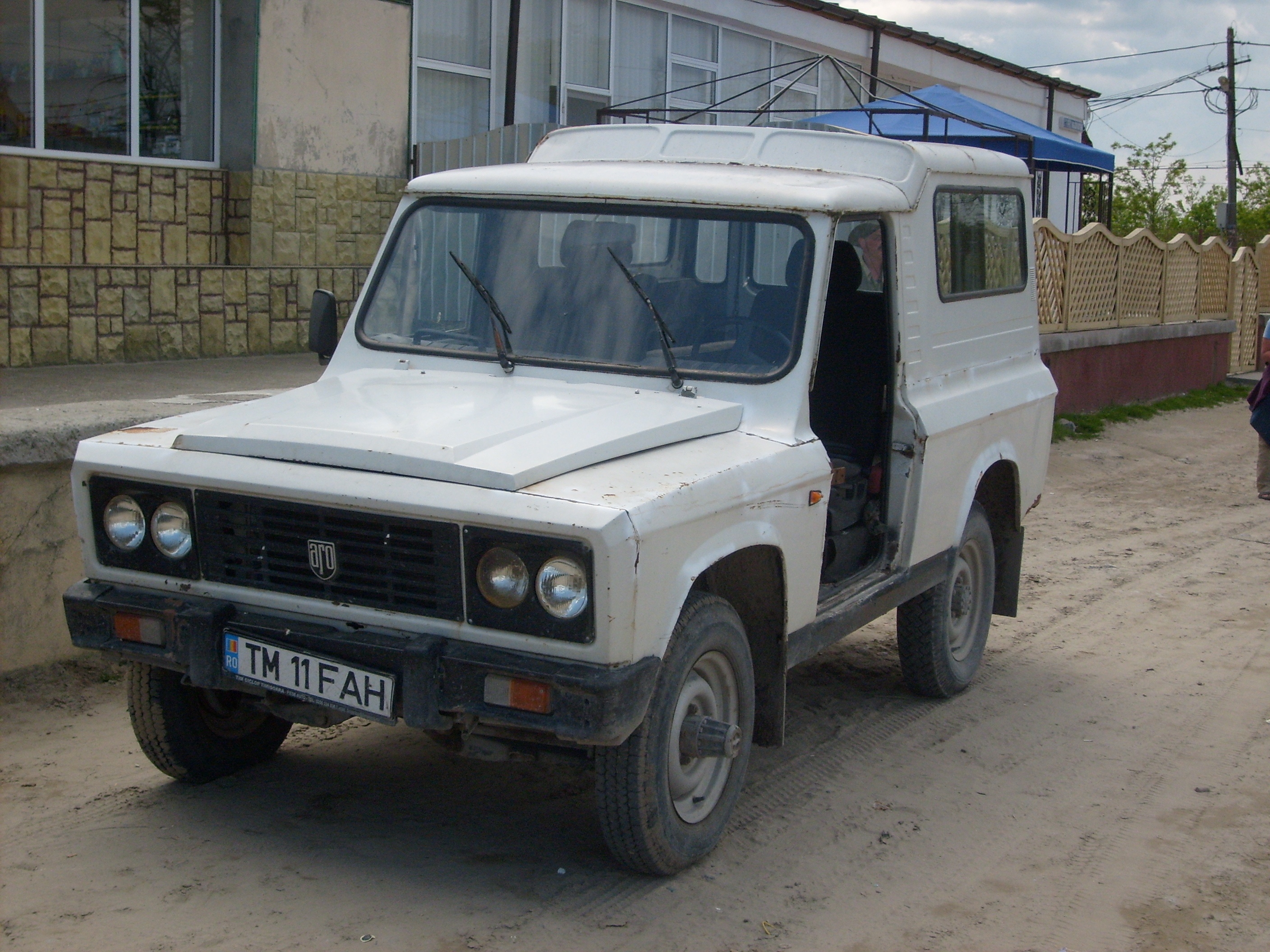
ARO 24

Прзашляховик був доступний в кузовах 3- та 5-дверного SUV, 2- та 4-дверного пікапа або 2- та 4-дверного кабріолета. Як силовий агрегат використовувалися рядні чотирьох-циліндрові бензинові, зокрема, двигун Renault (Renault L25) об'ємом 2,5 л (83 к. с., 120 км/год), і дизельні двигуни, наприклад, що випускалися тракторним заводом UTB об'ємом 3,1 л (68 к. с., 110 км/год), або двигуни польської фірми «Andoria». Потужність передавалася на обидві осі. Автомобіль оснащувався 4- та 5-ступінчастою механічною коробкою передач.
ARO 24 отримав хорошу прохідність, долав підйоми 70 %, а глибина подоланого броду становила 61 см.

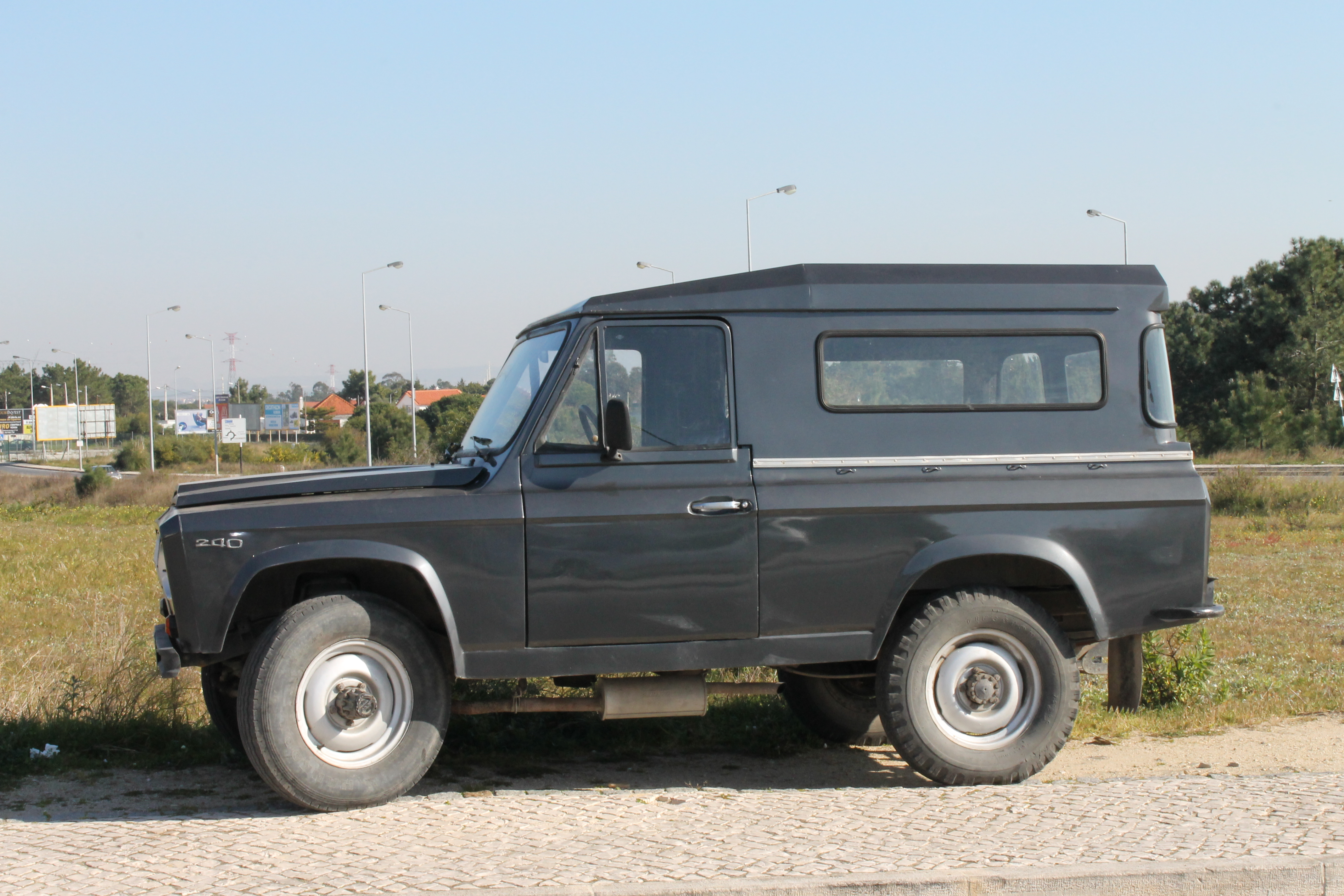
Portaro 240

У 1980-ті роки автомобіль зазнав змін, які включили установку круглих фар, а також — для деяких ринків — двигуна «Peugeot D».
У 1985 році було випущено загалом 125 000 автомобілів ARO 24, з яких 93 000 виготовлено на експорт. Вигідна ціна і комфорт сприяли вивезенню автомобіля в багато країн, в тому числі в Канаду, США, Австралію.
У 1975—1995 роки у Португалії модель ARO 24 випускалася під назвою «Portaro» на заводі «FMAT». Також в Іспанії у 1980—1990 роки автомобіль був досить поширений, і збирався компанією «ENASA» в Барселоні під назвою «Hisparo».
ARO 24 збирався в польському місті Лодзь фірмою «Damis». Польські автомобілі оснащувалися двигунами Andoria і коробкою передач з Тчев. Автомобіль також збирався у бразильському Манаусі компанією «CKD» під назвою «Cross Lander 244X» та чеському місті Градец-Кралове компанією «AutoMaxCzech».
ARO 24 (прототип радянського ГАЗ-69) — ніколи не експортувався до СРСР, проте інколи на його просторах з'являтися поодинокі екземпляри почали лише тоді, коли наприкінці 1980-х років для громадян відкрилися можливості індивідуальних поїздок за кордон і ввезення придбаних на автобазарах машин. Але навіть і тоді ці позашляховик ARO 24 лишався у колишньому СРСР неабиякою екзотикою.

## Моделі
- ARO 240 — двохдверний восьмимісний
- ARO 241 — чотирьохдверний, п'ятимісний, soft-top
- ARO 242 — двохмісний пікап
- ARO 243 — трьохдверний, восьмимісний, hard-top
- ARO 244 — чотирьохдверний, п'ятимісний, універсал
- ARO 246 — подовжений універсал
- ARO 266
- ARO 328
- ARO 33 N
- ARO 35 S
- ARO 35 M
- ARO 243
- ARO 323 — подовжений універсал
- ARO 324 — шасі з кабіною
- ARO 320 — пікап
- ARO 330
- ARO Dragon — військова версія